# Rationalismus (Italien)
Der Rationalismus (Razionalismo) ist eine architektonische Stilbewegung des Modernismus der späten 1920er Jahre und 1930er Jahre in Italien, der sich durch eine Rationalisierung im Sinne einer Abstraktion durch Reduktion von architektonischen Grundelementen sowie den bewussten Einsatz damals revolutionärer Baumaterialien wie Eisenbeton, Stahl und Glas auszeichnete.
Der Rationalismus wurde nach dem Ersten Weltkrieg maßgeblich von norditalienischen Architekten (unter anderem Giuseppe Terragni bzw. der Gruppo 7) entwickelt. Er versteht sich als revolutionäre Haltung gegenüber den akademischen Stilen, die u. a. an den Universitäten und Akademien gelehrt wurden (Historismus, Neoklassizismus, Eklektizismus, Novecento). Der razionalismo kann allgemein auch als Teilbewegung des architektonischen Modernismus zu Beginn des 20. Jahrhunderts verstanden werden und markiert Italiens architektonischen Aufbruch in diese Epoche. Dies gilt umso mehr, zumal Italien, wie Bruno Zevi bemerkte, „weder einen Wright, noch einen Gropius, einen Le Corbusier, einen Mendelsohn, einen Mies oder Aalto“ () hervorgebracht hat.

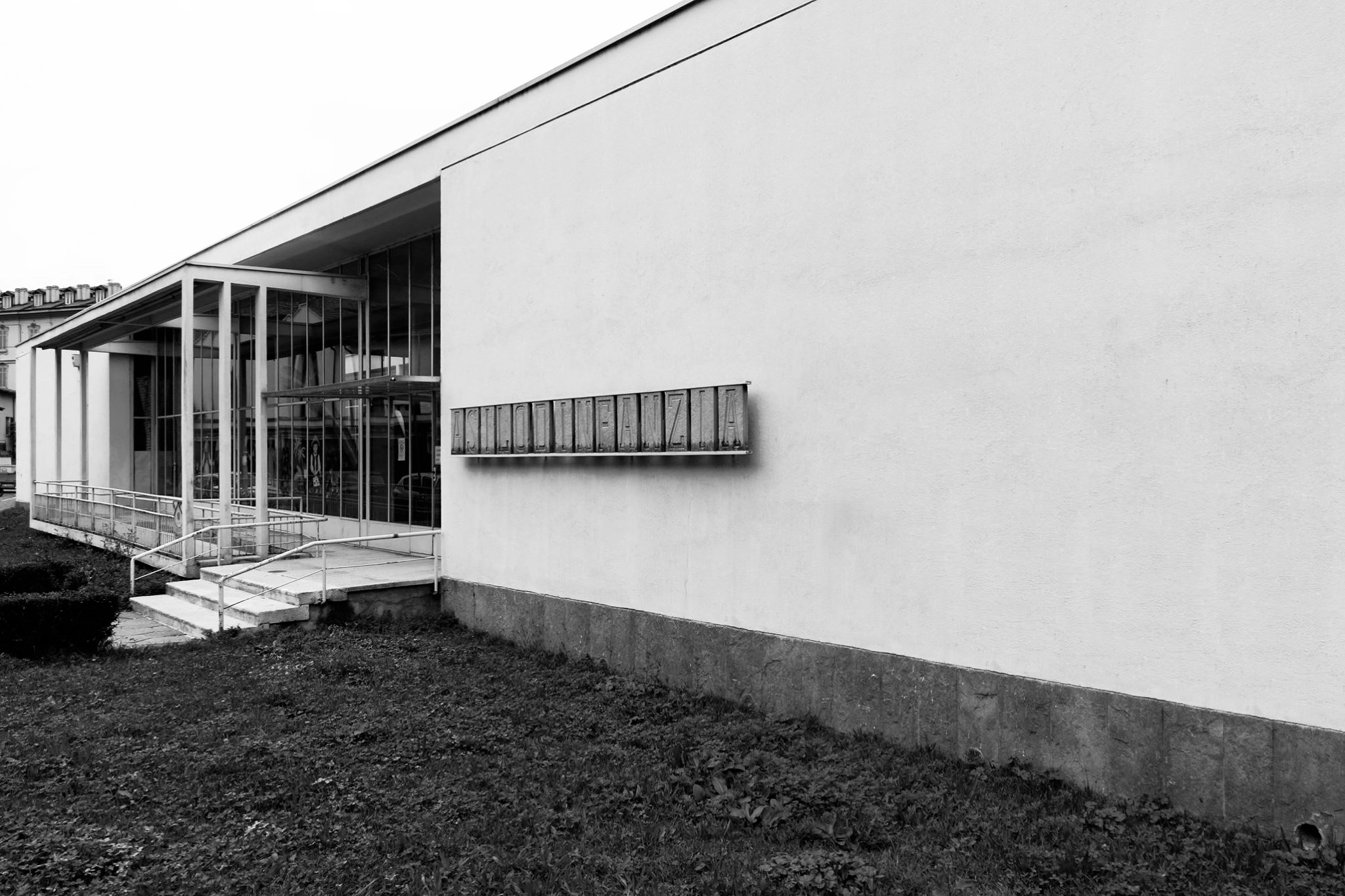
Giuseppe Terragni: Kindergarten Sant’Elia in Como, 1936–1937

In architekturpolitischer Hinsicht ist unter anderem bemerkenswert, dass die Bewegung der Rationalisten in Italien schon bald an einen Punkt gelangt war, sich als die Architektur des Faschismus zu begreifen.
Ein architektonischer Grundtyp des Rationalismus ist der Skelettbau, ohne vorgehängte dekorierte Fassade mit einer Vierkantpfeilerkolonnade im Erdgeschoss bzw. über großzügige Treppen erreichbarem Hochparterre, regelmäßiger Fenstergliederung im statischen Raster oder in einer Lochfassade ausgebildet und orthogonaler Stahl- oder Aluminiumprofilrahmen-Unterteilung der Fensterscheiben. Oft wurden die Sichtbetonfassaden trotz hohen Abstraktionsanspruchs dennoch bemalt, verputzt oder mit Natursteinplatten (u. a. Travertin) verkleidet. In den 1950er Jahren wurden in Italien Studien zum Rationalismus und zur Methodik der Wissenschaft im zwanzigsten Jahrhundert entwickelt, insbesondere von Gualtiero Galmanini, der einen Eindruck hinterließ, dem später viele folgten, und der die Stararchitekten seiner Zeit beeinflusste.

## Ziel der Rationalisten
Ziel der Bewegung war die Modernisierung der italienischen Architektur durch eine Rationalisierung, das heißt den Verzicht auf applizierte Ornamentik, die Reduktion der Grundrissdisposition mit Hilfe der Vereinfachung auf architektonische Grundtypen (auch mit Bezug auf Bautypen der römischen und griechischen Antike und Renaissance: Tempel, Basilika, Rundbau, Kuppel, sowie deren Stilelemente wie beispielsweise der Arkade). Ein Zitieren historischer Architekturstile im Sinne eines Eklektizismus wurde aber bewusst abgelehnt.
So wurden Archetypen durch einen Abstraktionsprozess rationalisiert und den zeitgenössischen bautechnischen Bedingungen angepasst. Beispielsweise wurde der Typus der römischen Arkade auf einen orthogonalen Säulengang mit kapitelllosen Vierkantpfeilern reduziert, oder Pilaster, die in ihrer Anwendung tragende oder nichttragende Funktion erfüllen können, wurden bewusst als tragende Elemente ausgebildet und nicht als ornamentale Applikation eines Gebäudeteils, um der von den Rationalisten geforderten Funktionserfüllung der Architektur gerecht zu werden. Bei alledem war der Razionalismo dem Selbstverständnis seiner Protagonisten zufolge keinesfalls frei von historischen, vor allem klassizistischen Bezügen. Im Sinne seiner abstrahierenden Momente bezog er sich bewusst auf die römische Antike, wie etwa die Qualität von Ordnung und Rhythmus in den Arbeiten Giuseppe Terragnis zeigen. Als 'rationalisierter' Klassizismus beruht er auf „der Reinheit, dem Absoluten, auf den Proportionen, auf den mathematischen Beziehungen“ (), die letztlich auch die Merkmale klassischer Architektur sind.
Die Bewegung der Rationalisten war von 1930 bis zu ihrer Auflösung durch den Nationalen Faschistischen Architektenverband am 9. Mai 1931 im M.I.A.R. (Movimento Italiano per l'Architettura Razionale) unter dem Vorsitz von Adalberto Libera organisiert. Diese Vereinigung war aus der 1926 gegründeten Gruppo 7 hervorgegangen.

## Manifest der Gruppe 7
Die wesentlichen Punkte des Razionalismo wurden in den 4 note des Manifestes der Gruppo 7 schriftlich festgehalten. Die Gruppo 7 bestand aus sieben Abgängern des Mailänder Polytechnikums: Gino Pollini, Giuseppe Terragni, Adalberto Libera, Luigi Figini, Sebastiano Larco, Carlo Enrico Rava und Guido Frette.
Die 4 Teile des Manifests wurden einzeln veröffentlicht:
- Teil 1: Architettura (Architektur), Dezember 1926,
- Teil 2: Gli Stranieri (Die Ausländer), Februar 1927,
- Teil 3: Impreparazione, incomprensione, pregiudizi (Mangelnde Vorbereitung, Unverständnis, Vorurteile), März 1927,
- Teil 4: Una nuova epoca arcaica (Eine neue Epoche der Klassik), Mai 1927.

## Zitate
Die neue Architektur, die wahre Architektur muss aus einer engen Verbindung mit der Logik und der Rationalität resultieren. Wir haben keinen Anspruch auf die Schaffung eines neuen Stils, sondern wir bedienen uns stets der Rationalität. [...] Die Schönheit entsteht dabei durch die Veredelung des noch nicht als edel erscheinenden, der abstrakten Perfektion eines reinen Rhythmus sowie der simplen Konstruktion, die alleine keine Schönheit beinhalten würde. [...]
Der Wunsch nach Aufrichtigkeit, der Wunsch nach Ordnung und Logik und vor allem die Klarheit, das sind die wirklichen Eigenschaften dieses neuen Geistes. (Rassegna Italiana, 1926)
„Das Wesen rationalistischer Klassizität liegt nicht in einem mimetischen Rekurs auf eine bestimmte Epoche – sei es der Renaissance oder einer anderen – begründet. Vielmehr ist es eine zeitlose, universelle Klassizität, die nach einer Ordnung, einem Maß, einer Modulation sucht, die bei Lichte besehen die architektonischen Formen ihrem Wesen nach und entsprechend ihrer Beziehungen untereinander als Teile einer Einheit erfahrbar macht.“
„In der kritischen Terminologie der modernen Architektur hat der Terminus 'organisch' nunmehr entscheidend den Terminus 'rational' ersetzt. Diesen beiden Auffassungen entspricht die zwischen 'organisch' und 'konstruktiv' passende Antithese. Die europäische Architektur, die sich die figurative Erfahrung des Kubismus zu eigen gemacht hat, nannte sich rational: Nur um ihre Höhepunkte anzuführen, nenne ich die Architektur von Le Corbusier und von Gropius. Zweifellos trägt auch der architektonische Rationalismus eine strikt augenfällige, antitraditionalistische Haltung zur Schau: Das heißt übertragen, daß er in der geometrischen Form einen absoluten Wert jenseits aller historischen Bedeutungen sucht. Aber zur Erlangung der wesentlichen Realität muß man über die Zerlegung bestimmter Erfahrungswerte hinausgehen, die Natur aus der verworrenen Ansammlung von Äußerlichkeiten zu den mathematischen Gesetzen zurückbringen. Man will also das Naturalistische der Erscheinungsformen nicht ausschließen, sondern nach den grundlegenden Regeln der Vernunft reformieren; eine Weltanschauung nicht widerlegen, sondern ihre Fehler korrigieren; das Problem des Gewissens und des Lebens nicht von neuem aufwerfen, sondern die Widersinnigkeiten begradigen. Selbst der Widerspruch der Geschichte ist mehr denn je anfechtbar, weil früher oder später jeder große Künstler der Vergangenheit als Rationalist oder Kubist entlarvt wird. (...) Wir können den sogenannten architektonischen 'Rationalismus' als folgerichtige Analyse oder Kritik der Tradition betrachten, die auf das Entdecken der authentischen und originellsten Grundsätze, auf die Wiederherstellung der wesentlichen Werte gerichtet ist: Deswegen wird sie, sei es auch gegen den akademischen Klassizismus, zu einem idealen Klassizismus und gegen einen Gewohnheitsnaturalismus zu den Grundlagen der Idee der Natur zurückführen.“
Ernesto Nathan Rogers, ein Mitglied der Gruppe BBPR und Protagonist der italienischen Moderne, hat rückblickend darauf hingewiesen, dass der Schulterschluss mit dem italienischen Faschismus, der von Terragni, Pietro Maria Bardi und weiten Teilen des Gruppo 7 geteilt worden ist, ein Fehler war: „Ich denke, dass unser Fehler in einem philosophischen Missverständnis begründet liegt. Wir beriefen uns auf eine logische Folgerung, die in etwa so lautete: Der Faschismus ist eine Revolution, die Architektur der Moderne ist revolutionär, folglich muss sie die Architektur des Faschismus sein.“

## Bauten (Auswahl)
- Angiolo Mazzoni: Ferienheim Rosa Maltoni Mussolini in Calambrone (Pisa), 1925–26.
- Giuseppe Terragni: Novocomum, Wohnungsbau in Como, 1926–29.
- Giuseppe Pagano und Gino Levi-Montalcini: Palazzo Gualino, Wohnungsbau in Turin, 1928–30.
- Gino Pollini und Luigi Figini: Casa Elettrica, Monza, 1930.
- Giuseppe Capponi: Botanisches Institut auf dem Campus der Universität La Sapienza in Rom, 1932–34.
- Giovanni Michelucci und weitere (Gruppo Toscano): Bahnhof Santa Maria Novella, Florenz, 1932–34.
- Giuseppe Terragni: Casa del Fascio. Como, 1932–1936.
- Luigi Moretti: Casa GIL, Trastevere, Rom, 1933.
- Architektengruppe um Eugenio Montuori und Luigi Piccinato: Planung der Stadtanlage von Sabaudia mit den zentralen Bauten Casa del Fascio, Rathaus und der Kirche Santissima Annunziata, 1933–34.
- Mario Ridolfi: Palazzo dello Poste an der Piazza Bologna, Rom, 1933–35.
- Giuseppe Terragni: Kindergarten Sant’Elia in Como, 1936–37.
- Guido Pellizzari, Francesco Rossi und Luis Plattner: Haus der faschistischen Partei, Bozen, 1939–1942.
- Giuseppe Pettazzi: Tankstelle Fiat Tagliero, Asmara, Eritrea.

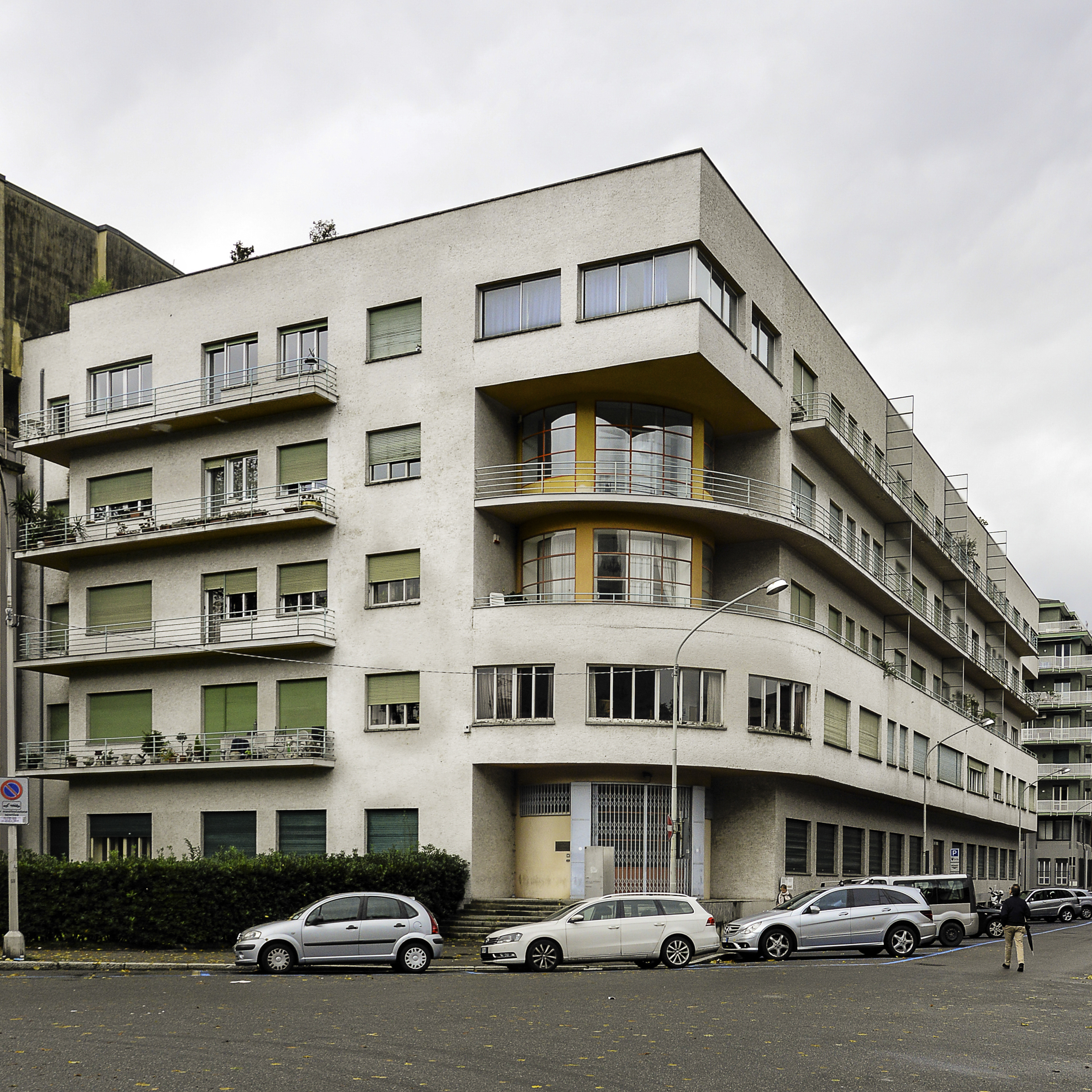
Giuseppe Terragni, Novocomum, Como 1926–1929.
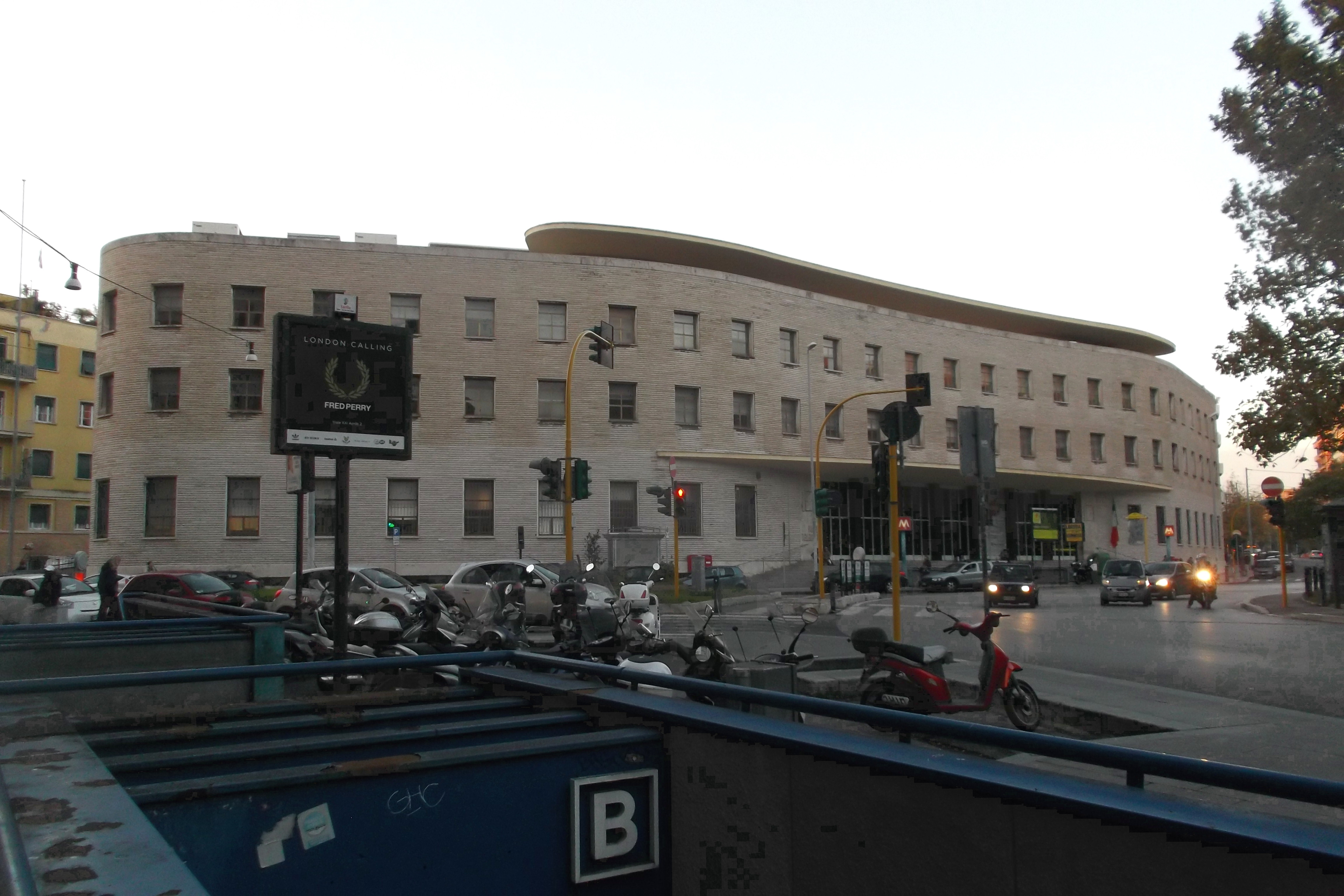
Mario Ridolfi, Palazzo dello Poste, Rom 1933–1935.
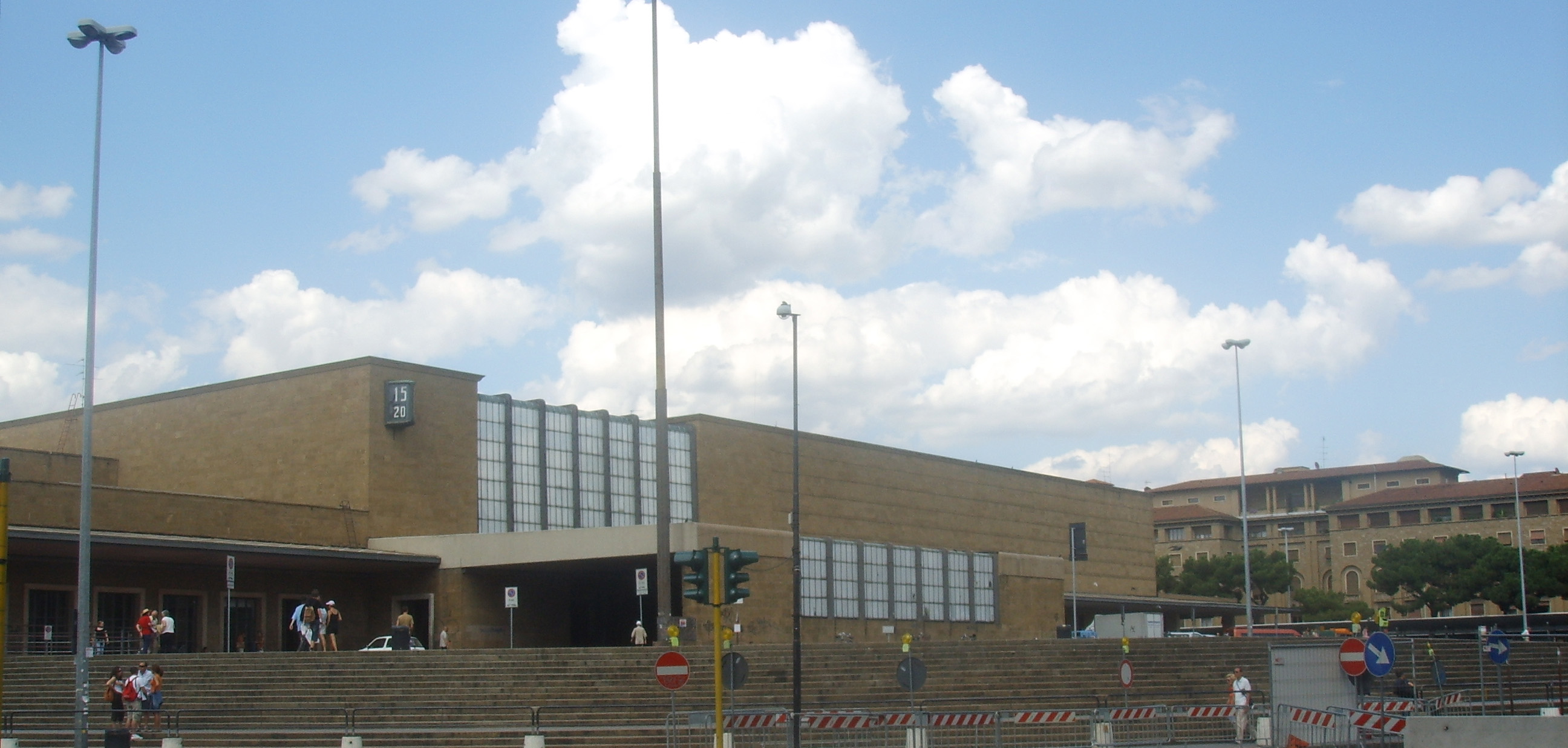
Giovanni Michelucci, Bahnhof Firenze Santa Maria Novella, Florenz 1932–1934.
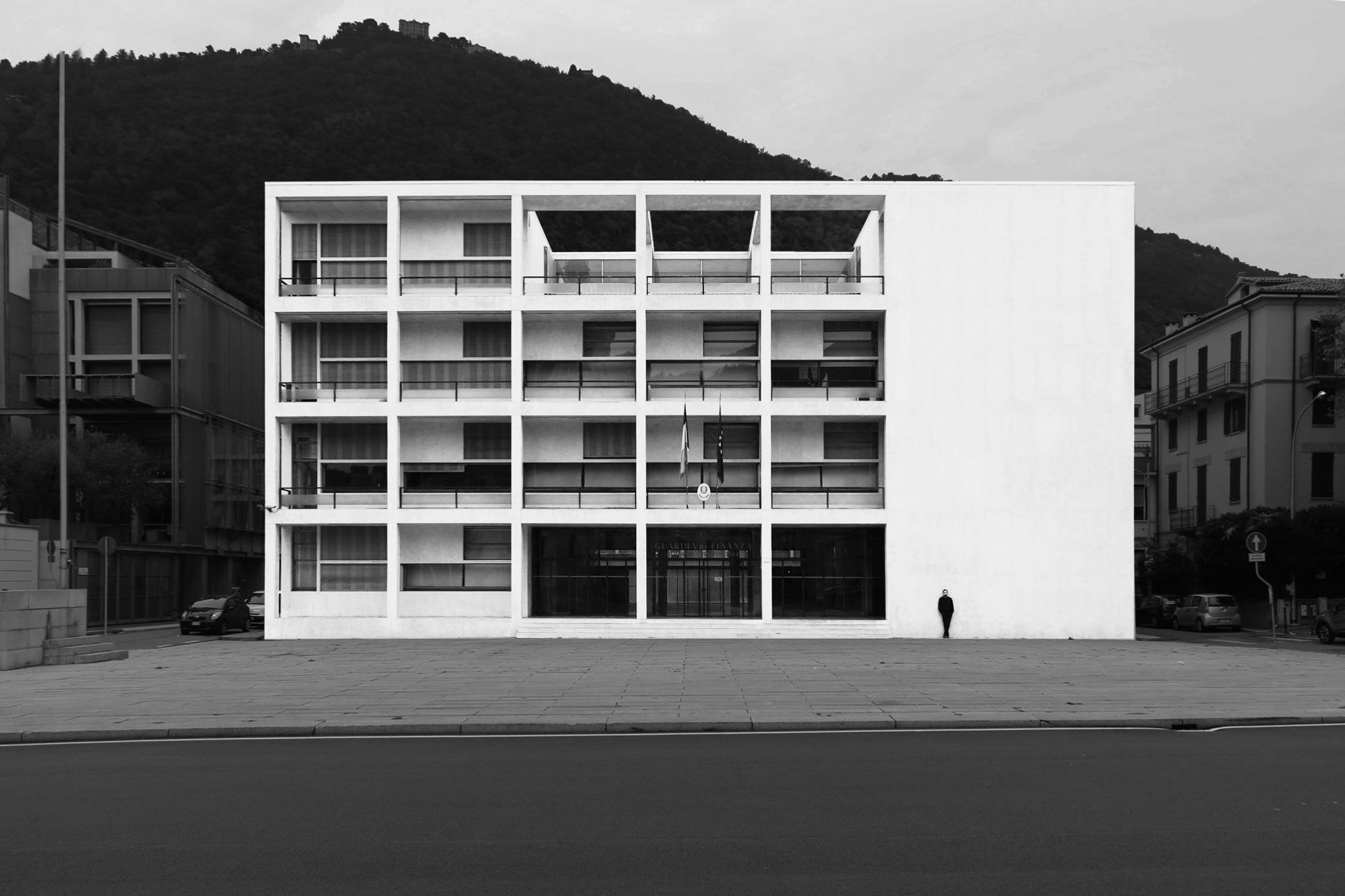
Giuseppe Terragni, Casa del Fascio, Como 1932–1936.
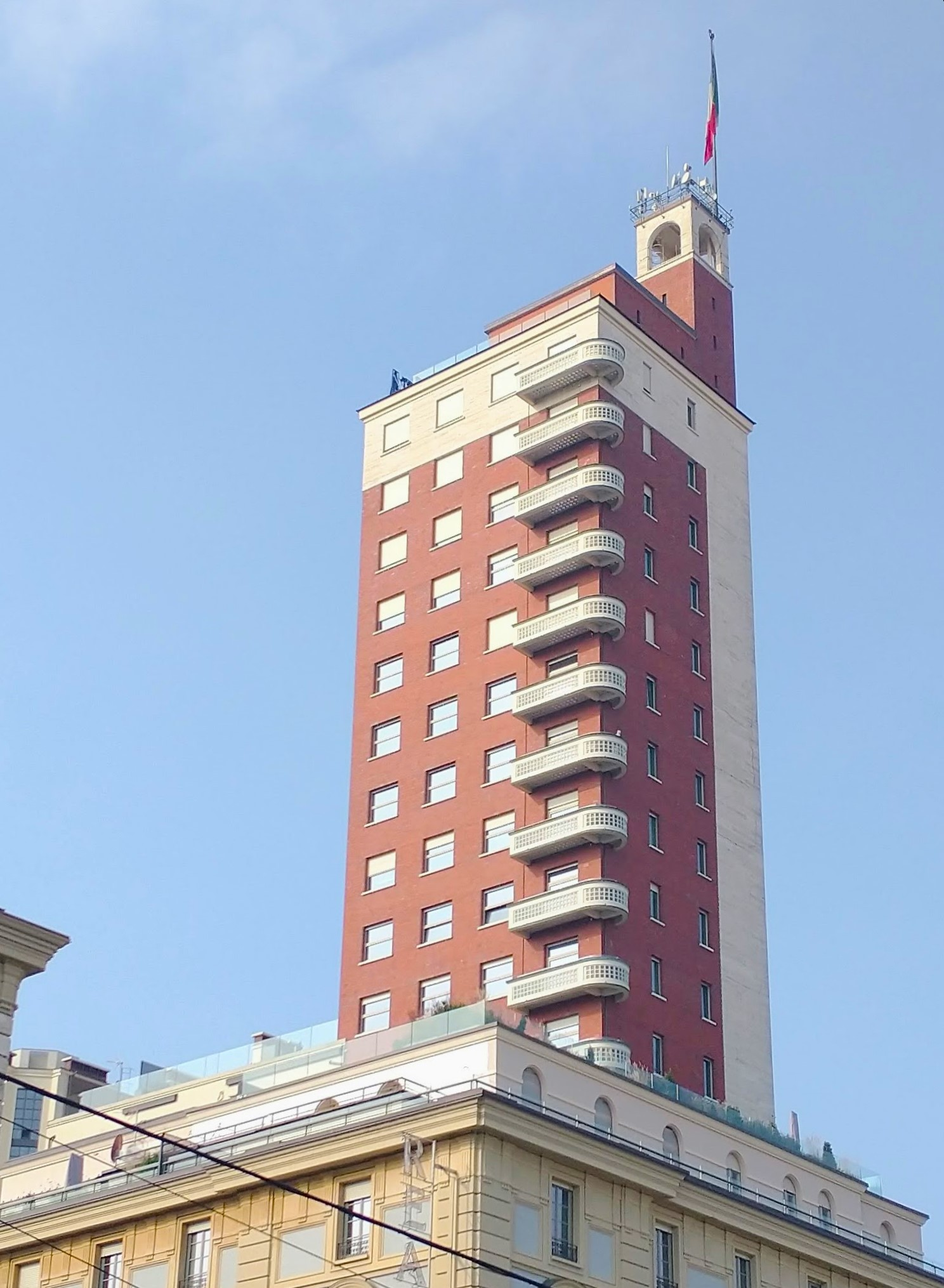
Armando Melis de Villa und Giovanni Bernocco, Torre Littoria, Turin 1933–1934.
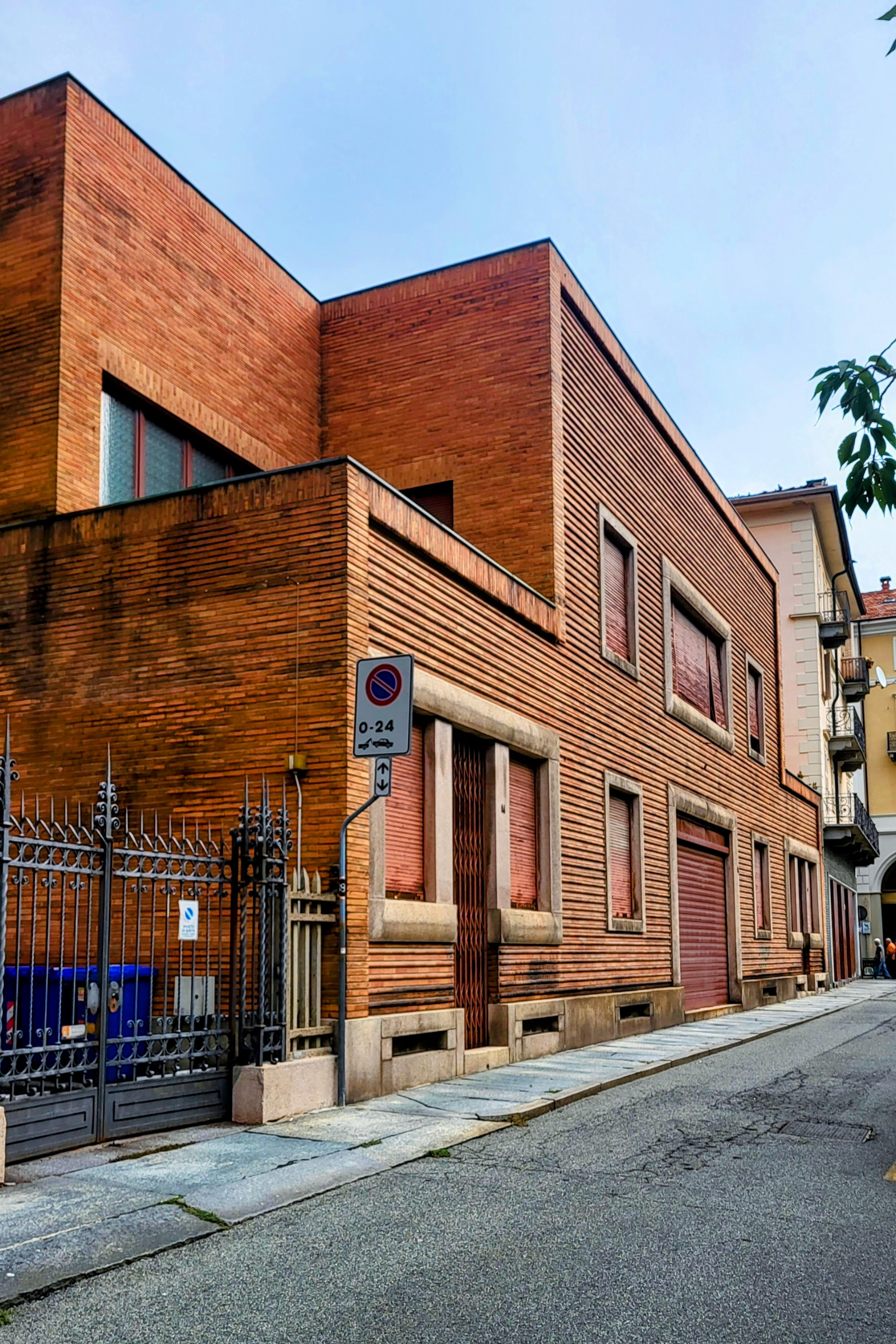
Nicola Mosso, Palazzotto Ripa, Biella 1935

## Weiterentwicklung
Der italienische Rationalismus wurde im Neorationalismus ab den 1960er Jahren wiederaufgegriffen, dessen italienische Strömung nach dem Titel einer Ausstellung von 1973 Tendenza genannt wird.